# Indiana Jones and the Last Crusade: The Graphic Adventure
Indiana Jones and the Last Crusade: The Graphic Adventure è un'avventura grafica basata sul film Indiana Jones e l'ultima crociata, da cui riprende la trama. Venne realizzato nel 1989 dalla LucasArts (allora chiamata LucasfilmGames), sotto la direzione di Noah Falstein, in collaborazione con David Fox e Ron Gilbert. Uscì per i computer Amiga, Atari ST, FM Towns, Mac OS e MS-DOS e per la console CDTV.

## Modalità di gioco
Il gioco si basa sulla possibilità offerta al giocatore di modificare per certi versi il corso della trama, molto abbreviata e semplificata rispetto a quella del film. Questo si riflette in un gameplay complesso ricco di enigmi facoltativi e percorsi alternativi.
Sono presenti anche combattimenti d'azione, molto semplici nella struttura, che comunque con l'ingegno e la dialettica (in pratica la scelta delle giuste frasi nei dialoghi) possono quasi sempre essere evitati.